# Christensen-Nunatak
Der Christensen-Nunatak (auch Christensenvulkan) ist eine und etwa 250 m hohe Insel – auch als Nunatak beschrieben – vor der Nordenskjöld-Küste des Grahamlands auf der Antarktischen Halbinsel. Er liegt 1,5 km nördlich der Robertson-Insel in der Gruppe der Robbeninseln.
Entdeckt wurde er 1893 vom norwegischen Walfänger und Antarktisforscher Carl Anton Larsen. Larsen benannte ihn nach Christen Fredrik Christensen (1845–1923), einem norwegischen Pionier des Walfangs in der Antarktis und Vater des Antarktisforschers Lars Christensen. Geodätische Vermessungen erfolgten 1902 bei der Schwedischen Antarktisexpedition (1901–1903) sowie 1947 und 1953 durch den Falkland Islands Dependencies Survey.